# Wilhelmina von Bremen
Wilhelmina von Bremen, també coneguda com a Billie von Bremen, (San Francisco, Estats Units 1909 - Alameda 1976) fou una atleta estatunidenca, guanyadora de dues medalles olímpiques.

## Biografia
Va néixer el 13 d'agost de 1909 a la ciutat de San Francisco, població situada a l'estat de Califòrnia.
Va morir el 23 de juliol de 1976 a la ciutat d'Alameda, població situada a Califòrnia.

## Carrera esportiva
Va participar, als 22 anys, en els Jocs Olímpics d'Estiu de 1932 realitzats a Los Angeles (Estats Units), on va aconseguir guanyar la medalla d'or en la prova de relleus 4x100 metres, establint un nou rècord del món amb un temps de 47 segons, i la medalla de bronze en la prova dels 100 metres llisos just per darrere de la polonesa Stanisława Walasiewicz i la canadenca Hilda Strike.